# Banding (Bandar Negeri Semuong)
Banding is een bestuurslaag in het regentschap Tanggamus van de provincie Lampung, Indonesië. Banding telt 888 inwoners (volkstelling 2010).